# Jagdstaffel 59
La Jagdstaffel 59 (in tedesco: Königlich Preußische Jagdstaffel Nr 59, abbreviato in Jasta 59) era una squadriglia (staffel) da caccia della componente aerea del Deutsches Heer, l'esercito dell'Impero tedesco, durante la prima guerra mondiale (1914-1918).

## Storia
La Jagdstaffel 59 venne formata il 6 gennaio 1918 con piloti e osservatori della scuola di volo di Schwerin. La nuova squadriglia diventò operativa il 21 gennaio e 3 giorni dopo fu assegnata alla 2ª Armata. Il 1º febbraio 1918 fu posta a supporto della 17ª Armata alla quale rimarrà unita fino alla fine della guerra. Il 10 febbraio entrò a far parte del Jagdgruppe Sud e una settimana dopo prese parte per la prima volta ad una missione aerea. La Jasta 59 rimase nel Jagdgruppe Sud fino a quando, il 15 marzo, non venne formato il Jagdgruppe 8 dall'Hauptmann Eduard Ritter von Schleich.
Fritz Krafft fu l'ultimo Staffelführer (comandante) della Jagdstaffel 59 dal settembre 1918 fino alla fine della guerra.
Alla fine della prima guerra mondiale alla Jagdstaffel 59 vennero accreditate 20 vittorie aeree. Di contro, la Jasta 59 perse 4 piloti oltre a 2 piloti feriti in azione.

## Lista dei comandanti della Jagdstaffel 59
Di seguito vengono riportati i nomi dei piloti che si succedettero al comando della Jagdstaffel 59.
| Grado        | Nome                    | Periodo                              |
| ------------ | ----------------------- | ------------------------------------ |
| Leutnant     | Otto Höhne              | 6 gennaio 1918 – 26 gennaio 1918     |
| Oberleutnant | Hans-Helmut von Boddien | 26 gennaio 1918 – 27 settembre 1918  |
|              | Fritz Krafft            | 27 settembre 1918 – 11 novembre 1918 |

## Lista delle basi utilizzate dalla Jagdstaffel 59
- Émerchicourt, Francia: 24 gennaio 1918
- Favreuil, Francia: 28 marzo 1918
- Épinoy, Francia: 18 aprile 1918
- Roucourt: 8 agosto 1918
- Erre, Francia: 1 settembre 1918
- Hélesmes, Francia: 27 settembre 1918
- Ghlin, Belgio: 11 ottobre 1918
- Castern: 18 ottobre 1918